# Scandale de Chiasso
Le scandale de Chiasso, appelé en allemand Der Fall Chiasso, est une affaire financière qui a éclaté au printemps 1977 en Suisse contre une succursale du Crédit suisse.

## Déroulement
Dans les années 1960, trois cadres du Crédit suisse (alors appelé Schweizerische Kreditanstalt) dont le directeur adjoint de la succursale de Chiasso Ernst Kuhrmeier, créent, à l’insu de leur direction, une société écran liechtensteinoise appelée « Texon », et qui servira pendant de nombreuses années à recycler illégalement de l’argent venu d’Italie.
La direction zurichoise de la banque met plusieurs années à réagir malgré une première alerte constatée en 1968 à la suite d'une plainte déposée par un directeur de l’UBS sur les méthodes employées par les employés du Crédit suisse ; non seulement aucune mesure ne sera prise, mais Ernst Kuhrmeier est même nommé directeur principal en janvier 1975. 
Ce n’est qu’en 1977 que le scandale éclate : à la suite du premier choc pétrolier, plusieurs entreprises gérées par Texon deviennent déficitaires ; l’ensemble financier s’écroule alors d’un bloc, révélant une dette de 2,2 milliards de francs suisses et causant le limogeage des dirigeants et l’ouverture d’une enquête pénale. Devant le risque de panique financière, la Banque nationale suisse (BNS) offre un crédit relais de trois milliards de francs suisses ; cette offre est cependant rejetée par les dirigeants de la banque.

## Effets
Le 3 juillet 1979, les trois principaux responsables de cette affaire sont jugés par la cour d’assises tessinoise ; ils sont condamnés à quatre ans et demi de prison et 10 000 francs suisses d’amende. Devant ce scandale, le Crédit suisse aura besoin de plusieurs années pour reconstruire sa réputation.
Au niveau national, ce scandale a permis de révéler les failles du système bancaire suisse et a forcé les banques à admettre qu’elles devaient exiger la preuve de l’identité de leurs clients ; le résultat tangible sera la signature en 1977, par les membres de l’Association suisse des banquiers (ASB) et la Banque nationale suisse (BNS), d’une « Convention relative à l’obligation de diligence des banques » (CDB).
Sur le plan politique, le Parti socialiste suisse (PSS) lance, à la suite de cette affaire, une initiative populaire « contre l'abus du secret bancaire et de la puissance des banques » dont le but est de combattre la fraude fiscale. Cette initiative sera rejetée en votation populaire le 20 mai 1984 par 73 % des votants.

## Conséquences politiques au Tessin
Le président du Conseil d'État du canton du Tessin Fabio Vassali, élu en 1975 sur la liste du parti démocrate-chrétien fut contraint à la démission le 19 juin 1977. Fabio Vassali était auparavant avocat associé au bureau Maspoli et Noseda, directement impliqué dans l'activité de la Texon et de ses affaires avec le Crédit suisse de Chiasso. Le conseiller national Jean Ziegler avait fait une intervention auprès du Conseil fédéral quelques jours auparavant pour connaître l'implication de Fabio Vassali, qui avait ensuite diffusé un communiqué officiel où il niait avoir eu des rapports avec la Texon. Quelques jours après, à la suite de la question de la députée socialiste Mme Storelli sur la situation fiscale de Fabio Vassali, les autorités fiscales ont découvert que Fabio Vassali aurait reçu des sommes considérables de la Texon sans les déclarer au fisc. Le gouvernement tessinois a fait savoir le 21 juin, que les autorités compétentes ont pu établir ensuite que Fabio Vassali avait reçu 21 500 francs de la Texon, 15 000 francs du Crédit suisse, et 7 800 francs pour les intérêts relatifs à un investissement de quelque 130 000 francs dans la société du Liechtenstein. Ainsi, ce sont entre 40 000 et 50 000 francs que Fabio Vassali a soustraits au fisc en 1975-1976. Entre 1973-1974, le fisc tessinois a pu savoir qu'il a touché 30 000 francs de la Texon, autant au Crédit suisse. Le 29 mai 1979, lors de la deuxième journée du procès de Crédit suisse, l'affaire Croci-Torti a été mise en avant. Luigi Croci-Torti, contrebandier, avait ouvert plusieurs comptes auprès du Crédit suisse de Chiasso dès les années 70, et il s'est avéré que Fabio Vassali avait été l'administrateur de nombreuses sociétés de Luigi Croci-Torti et qu'un lien d'amitié existait entre eux.  
Fulvio Caccia remplace par la suite Fabio Vassali au Conseil d'État, de 1977 à 1987,.

## Biographie
- Max Mabillard et Roger de Weck, Scandale au Crédit suisse, La Tribune de Genève, 1977 (ASIN B0023WZQSE)
- (de) Joseph Jung, Von der Schweizerischen Kreditanstalt zur Credit suisse Group, NZZ Verlag, 2000